# Vitis cinerea
Vitis cinerea là một loài thực vật hai lá mầm trong họ Nho. Loài này được (Engelm.) Engelm. ex Millardet miêu tả khoa học đầu tiên năm 1880.